# Criotettix
Criotettix är ett släkte av insekter. Criotettix ingår i familjen torngräshoppor.

## Dottertaxa tillCriotettix, i alfabetisk ordning[1]
- Criotettix acutipennis
- Criotettix afghanus
- Criotettix armigera
- Criotettix baiseensis
- Criotettix bannaensis
- Criotettix beihaiensis
- Criotettix bispinosus
- Criotettix borrei
- Criotettix brachynotus
- Criotettix brevipennis
- Criotettix cliva
- Criotettix curticornis
- Criotettix curvispinus
- Criotettix damingshanensis
- Criotettix fastiditus
- Criotettix fuscus
- Criotettix guangxiensis
- Criotettix hainanensis
- Criotettix handschini
- Criotettix indicus
- Criotettix inornatus
- Criotettix interrupta
- Criotettix interrupticostus
- Criotettix japonicus
- Criotettix latifemurus
- Criotettix latiferus
- Criotettix latifrons
- Criotettix longinota
- Criotettix longipennis
- Criotettix longlingensis
- Criotettix longzhouensis
- Criotettix miliarius
- Criotettix montanus
- Criotettix napoensis
- Criotettix nexuosus
- Criotettix nigrifemurus
- Criotettix nigripennis
- Criotettix nodulosus
- Criotettix okinawensis
- Criotettix orientalis
- Criotettix pallidus
- Criotettix pallitarsis
- Criotettix robustus
- Criotettix saginatus
- Criotettix shanglinensis
- Criotettix strictvertex
- Criotettix strictvertexoides
- Criotettix subulatus
- Criotettix telifera
- Criotettix torulisinotus
- Criotettix transpinius
- Criotettix triangularis
- Criotettix vidali
- Criotettix yunnanensis